# Олимпия Дукакис
Олимпия Дукакис (на английски: Olympia Dukakis, на гръцки: Ολυμπία Δουκάκη) е американска актриса от гръцки произход.

## Биография
Олимпия Дукакис е родена на 20 юни 1931 г. в Лоуъл, Масачузетс. Тя е дъщеря на Александра (Алек) по баща Христос и Константин (Коста) С. Дукакис. Родителите й са гръцки имигранти, баща й е бежанец от Анадола а майка й е от Пелопонес.
Тя има брат на име Аполон, шест години по-млад от нея. Като момиче доминира в спорта и е три пъти шампион на Нова Англия по фехтовка.
Тя се бори с натиска в патриархалното си гръцко семейство и около себе си, „в квартал, където етническата дискриминация, особено срещу гърците, беше рутина.“ 
Олимпия Дукакис е била възпитаничка на гимназията Арлингтън в Арлингтън, Масачузетс  и е получила образование в Бостънския университет, където е завършила физиотерапия, получавайки бакалавърска степен, която е използвала при лечение на пациенти с полиомиелит по време на пика на епидемията.  По-късно тя се завръща в Бостънския университет и получава магистърска степен по изящни изкуства по сценични изкуства. 

### Кариера
Започва кариерата си в театъра и печели награда „Оби“ за най-добра актриса през 1963 г. за нейното изпълнение в „Човекът е човек“ на Бертолт Брехт. По-късно тя преминава към режисура на филми, а през 1987 г. печели награда „Оскар“, „Златен глобус“ и номинация за БАФТА за нейното представяне в „Лунатици“. Получава още една номинация за „Златен глобус“ за „Синатра“ и номинации за наградата „Еми“ за „Щастлив ден“, „Още разкази за града“ и „Жана д'Арк“.

### Личен живот
През 1962 г. Дукакис се омъжва за колегата си актьор от Манхатън Луис Зорич.  Планирайки да създадат семейство, те се преместват от града през 1970 г., за да се установят в Монтклер, Ню Джърси.  Там отглеждат трите си деца: Христина, Петър и Стефан. Те имаха четирима внуци. 
Тя е братовчедка на Майкъл Дукакис, кандидатът за президент от Демократическата партия през 1988 г. 
В своята автобиография от 2003 г., „Попитай ме отново утре: Живот в развитие“, Дукакис описва предизвикателствата, пред които е изправена като първо поколение гръцко-американка в район с антигръцки етнически фанатизъм, насилие и дискриминация; трудности с майка си и в други отношения; и битки с вещества и хронични заболявания.  Животът й извън екрана и сцената е много активен. Тя преподава актьорско майсторство в продължение на 15 години в Нюйоркския университет  и дава майсторски класове за професионални театрални университети, колежи и компании в цялата страна.  Тя получава почетния медал на Националния клуб по изкуства. 
Дукакис става привърженик на поклонението на Богинята, феминистка форма на съвременното езичество, по време на продукцията на „Троянските жени“ през 1982 г. От 1989 г. публично говори за това и продуцира импровизирани сценични представления, базирани на митовете на движението. 
В продължение на 10 години, започвайки през 1985 г., тя учи с индийския наставник Шримата Гаятри Деви в школата на индуската философия Веданта.  Силен защитник на правата на жените и правата на ЛГБТ гражданите, в това число и правото им да сключат еднополов брак. Дукакис играе ролите на транссексуална хазяйка в постановката „Приказките за града“, и лесбийка в „Cloudburst“.[45]

### Смърт
След период на лошо здраве Дукакис почива под грижите на хоспис в дома си в Манхатън на 1 май 2021 г. на 89-годишна възраст. 

## Избрана филмография
| Година | Филм                                   | Оригинално заглавие             | Роля                    | Режисьор             |
| ------ | -------------------------------------- | ------------------------------- | ----------------------- | -------------------- |
| 1987   | Лунатици                               | Moonstruck                      | Роуз Касторини          | Норман Джуисън       |
| 1988   | Работещо момиче                        | Working Girl                    | Директор на персонала   | Майк Никълс          |
| 1989   | Виж кой говори                         | Look Who's Talking              | Роузи                   | Ейми Хекърлинг       |
| 1989   | Татко                                  | Dad                             | Бет Тремонт             | Гари Дейвид Голдбърг |
| 1990   | Виж кой говори пак                     | Look Who's Talking Too          | Роузи                   | Ейми Хекърлинг       |
| 1993   | The Cemetery Club                      | The Cemetery Club               | Дорис Силвърман         | Бил Дюк              |
| 1994   | Голо оръжие 33 и 1/3: Последната обида | Naked Gun 33⅓: The Final Insult | себе си                 | Питър Сегал          |
| 1995   | Могъщата Афродита                      | Mighty Aphrodite                | Йокаста                 | Уди Алън             |
| 1997   | Идеалният образ                        | Picture Perfect                 | Рита Мозли              | Глен Гордън Карън    |
| 1998   | Мафия!                                 | Mafia!                          | София Кортино           | Джим Ейбрахамс       |
| 2007   | На женска територия                    | In the Land of Women            | Филис, бабата на Картър | Джон Касдан          |